# Garage hélicoïdal de Grenoble
Le garage hélicoïdal de Grenoble est une copropriété de garages à voitures au style architectural Art déco en béton armé. Inaugurée le 27 juillet 1932 pour recevoir 225 automobiles, elle en accueille de nos jours 252. Depuis 2003, l'édifice est labellisé « Patrimoine du XXe siècle » de Grenoble.

## Historique
Les années 1920 ont connu une large expansion de l'industrie automobile et l'utilisation croissante de ce moyen de transport s'est nettement ressentie à Grenoble comme dans toutes les villes. Ainsi, le nombre de véhicules particuliers passe de 2 845 en 1920 à 23 069 en 1933. Aussi, s'il est désormais possible dans les immeubles des années 1930 de prévoir des garages, il est impossible de modifier les immeubles plus anciens afin que chaque occupant puisse loger sa voiture dans son propre immeuble.
Parfaitement conscients du problème, les architectes grenoblois Louis Fumet et Louis Noiray sollicitent en août 1927 auprès du maire de la ville l'autorisation d'édifier dans l'hyper-centre de la ville, rue Bressieux, un garage cellulaire hélicoïdal en béton armé d'une surface au sol de 1 373 m2, et qui doit être soumis au régime de la copropriété. Seuls l'intérieur de chaque cellule (appelée aussi box), son système de fermeture et les installations internes sont privés. Le promoteur de cette opération immobilière est Joseph Gallizia. Il est également propriétaire d'une partie du terrain et son entreprise de travaux publics réalise le second œuvre de l'édifice.
Le chantier mené par l'entreprise CEPECA (Conduites et poteaux en ciment armé) débute durant l'été 1928 après divers travaux de viabilisation et de démolitions en bordure de rue afin d'accéder au chantier. Le règlement de copropriété est établi en août 1928 en ne prenant effet qu'à la vente de toutes les parts. L'inauguration a lieu le 27 juillet 1932.
La particularité de ce garage par rapport à d'autres garages hélicoïdaux en France est d'être d'une grande discrétion de la vue des habitants, puisqu'il est construit dans la partie centrale d'un îlot d'immeubles, une situation l'empêchant d'exister visuellement.
En mai 1952, une autorisation municipale de surélévation est accordée aux copropriétaires et 25 garages supplémentaires sont installés sur la terrasse réduite ainsi à la seule rampe hélicoïdale. L'opération amenant, avec la création de deux parkings au sol, à un total de 252 emplacements de voitures.
Par la suite, le développement des garages souterrains aura raison de ce genre de construction. Le garage hélicoïdal fait l'objet d'une inscription au titre des monuments historiques depuis le 31 juillet 1989.

## Description technique
Les 225 cellules initiales, appelées aussi boxes, sont disposées latéralement et desservies par une voie de circulation hélicoïdale en béton armé, laissant la place au centre de l'ouvrage à un immense puits au volume non pas cylindrique mais de base elliptique, afin de s'adapter à la configuration rectangulaire de la parcelle de terrain.
La partie supérieure du puits est recouverte d'une grande verrière dotée de deux pointes ouvragées. La voie de circulation, large de 7 mètres, permet le croisement de véhicules sans se gêner et effectue un peu plus de 7 révolutions avec une pente uniforme de 5 %. La première révolution de la voie étant en sous-sol. Une murette garde-corps et des piliers en béton délimitent la voie du côté puits d'aération.
L'ensemble est constitué de quinze demi-niveaux avec au sommet un énorme réservoir d'eau de lavage. La base de la dalle inférieure est située à 2,80 mètres au-dessous du niveau de la rue, et la hauteur du sommet de la verrière conique est à 24,2 mètres de hauteur.
La lecture des plans de ferraillage fait apparaître la présence de huit joints de dilatation qui partagent le bâtiment en parties indépendantes.
Le plancher de chaque garage est calculé pour recevoir une voiture particulière d'un poids d'environ 3 tonnes. Chaque garage est équipé d'un éclairage, d'une prise d'eau de lavage, d'une canalisation d'égout et d'une fermeture par rideau métallique. La plupart possèdent une fenêtre ouvrant sur de minuscules cours intérieures.
L'ensemble est desservi pour les piétons par un ascenseur placé au centre d'un escalier. Chaque étage est muni d'un lavabo et d'un WC à usage commun et un téléphone permet aux usagers de contacter la loge du gardien du garage. Jusqu'à la Seconde Guerre mondiale, afin que les services de cet hôtel pour automobiles soient complets, le garage assure aux conducteurs l'entretien, la réparation, la délivrance d'essence et le gardiennage de leurs voitures. Actuellement, seul le service de gardiennage est assuré.
La porte d'entrée sur la rue Bressieux, dessinée après plusieurs esquisses par l'architecte Georges Serbonnet, est intégrée à une façade extérieure d'immeuble d'habitation de style Art déco, ce qui ne laisse rien deviner d'une telle structure intérieure.

Quelques photos du garage hélicoïdal de Grenoble
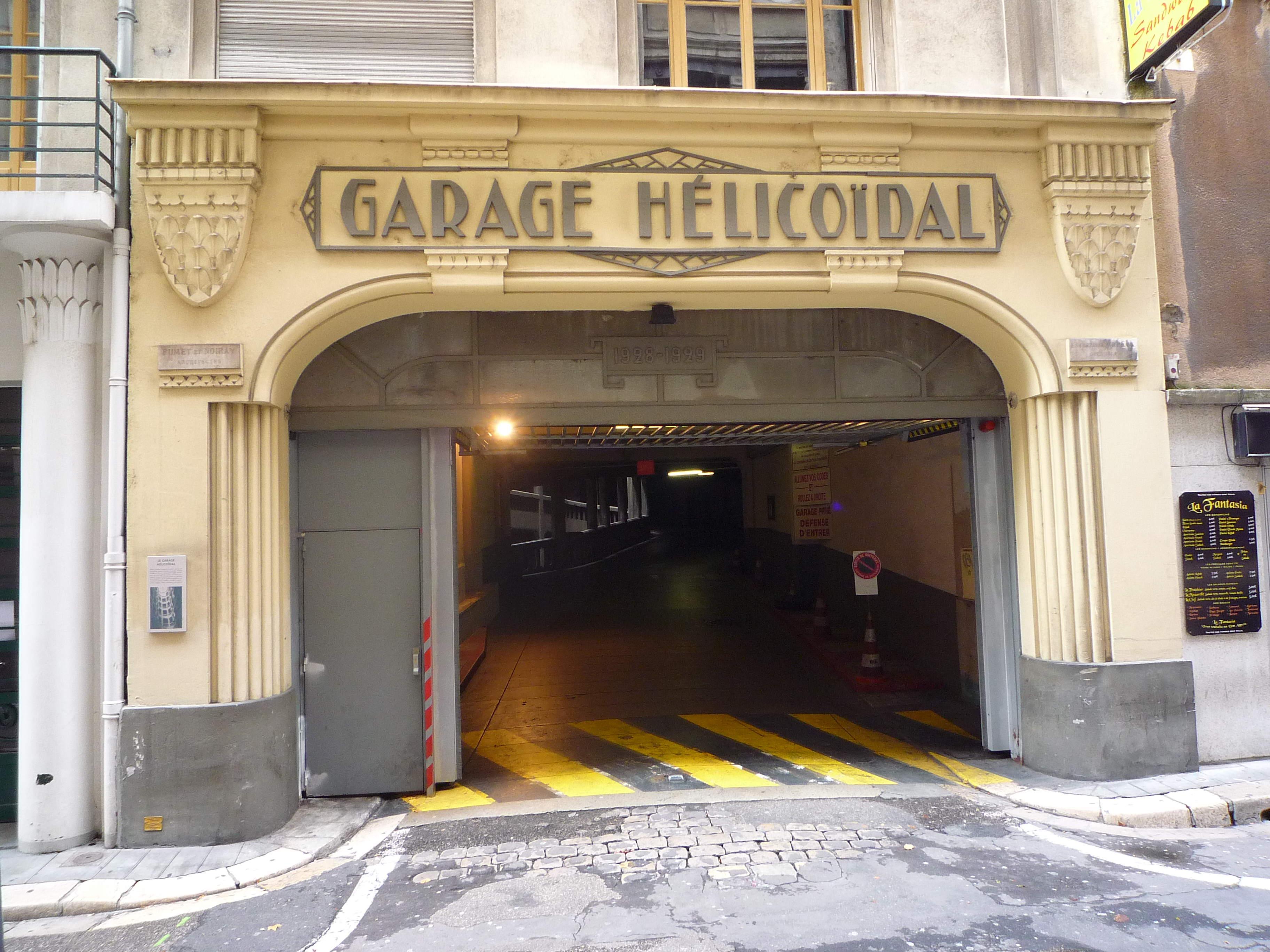
Entrée du garage
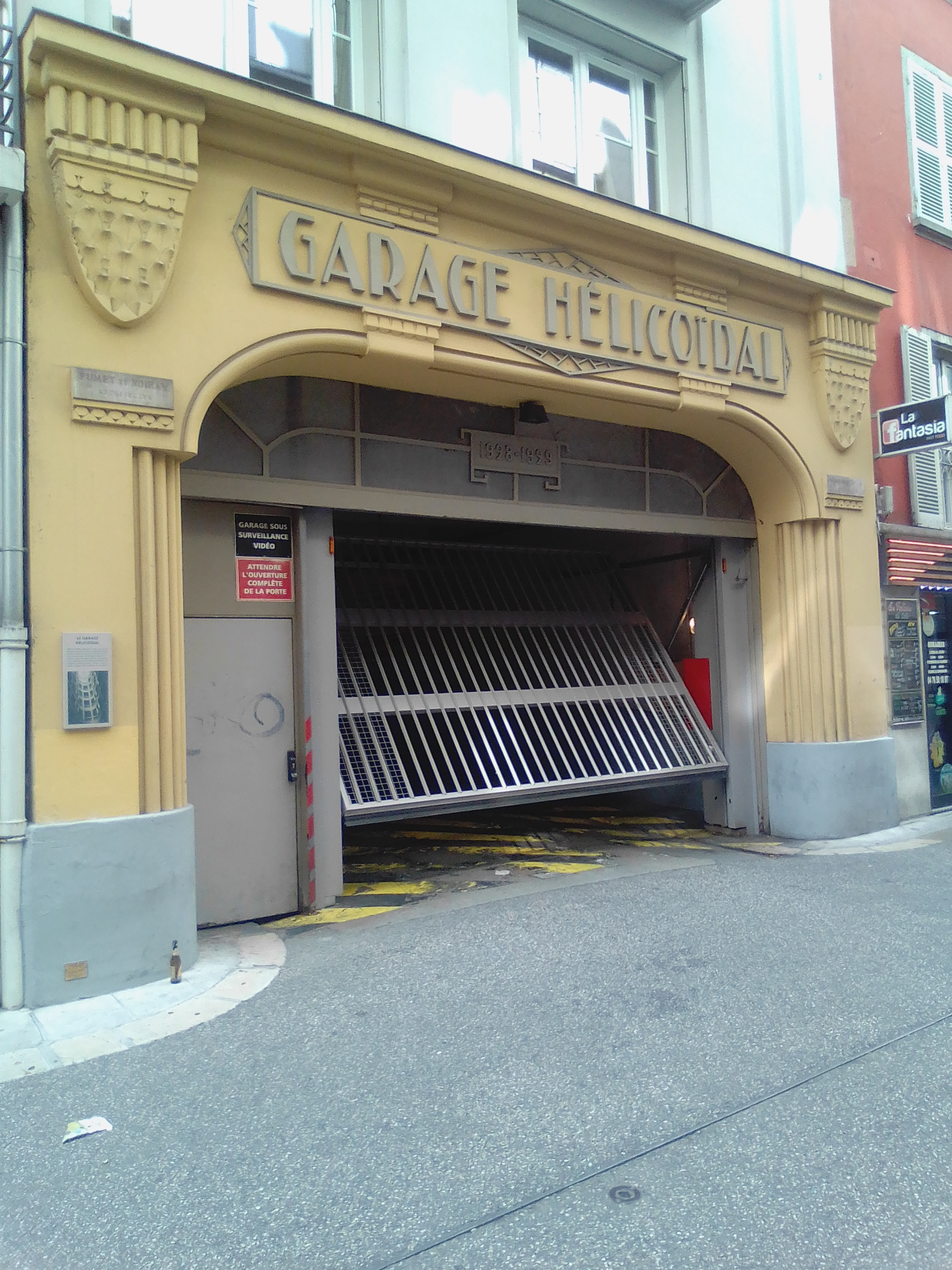
fermeture de la porte du garage
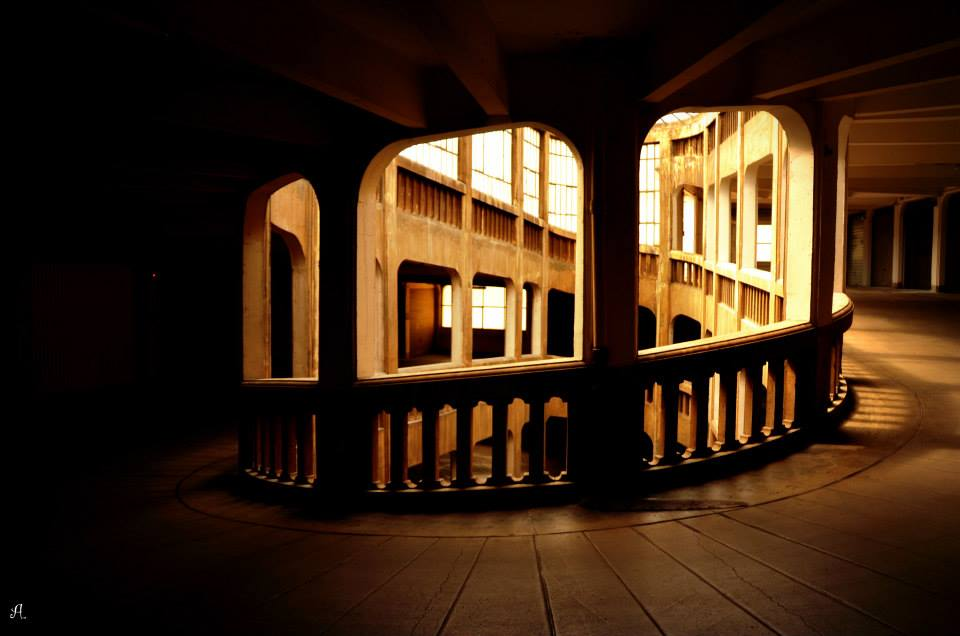
Montée des véhicules
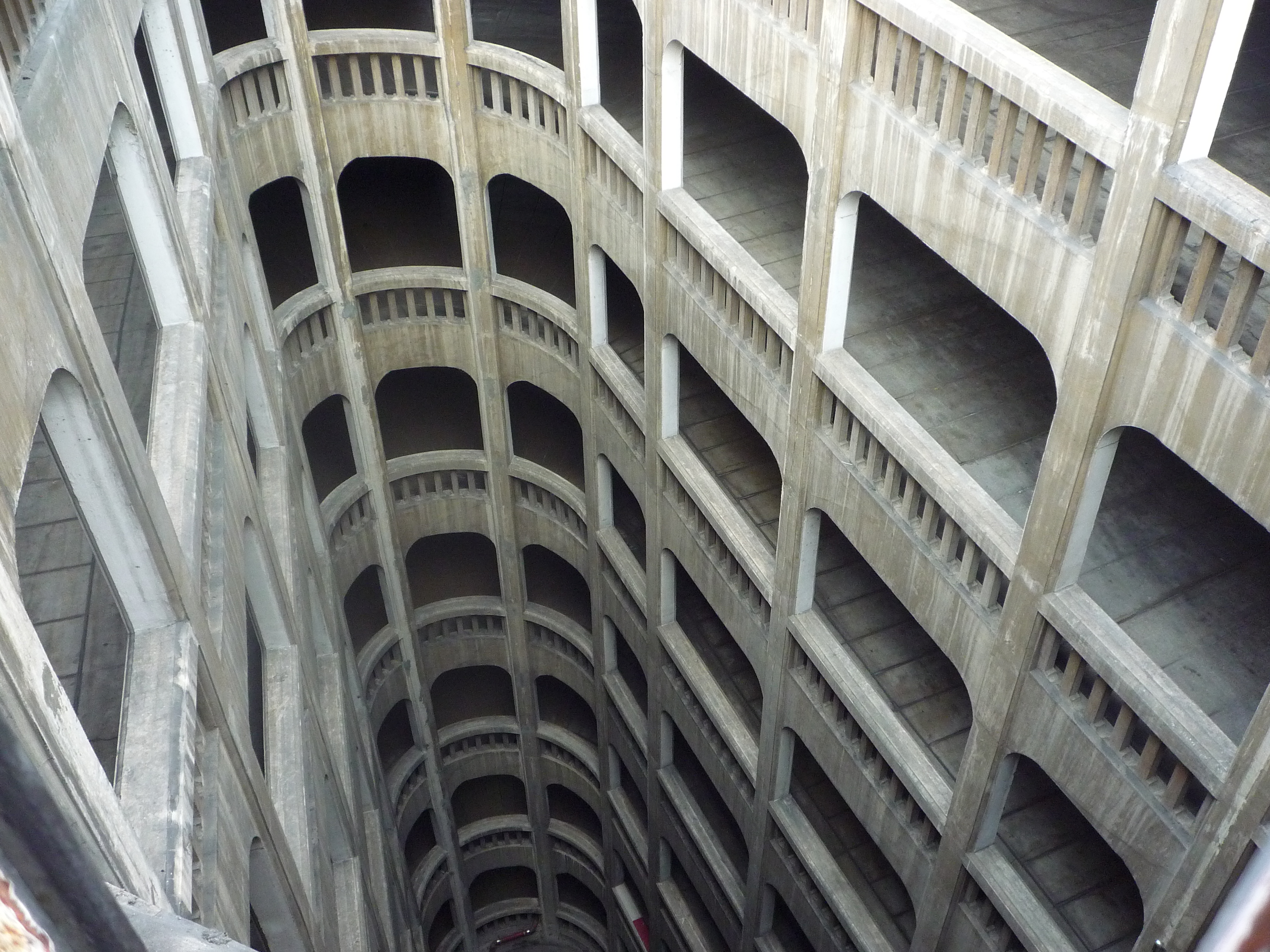
« Puits » du garage
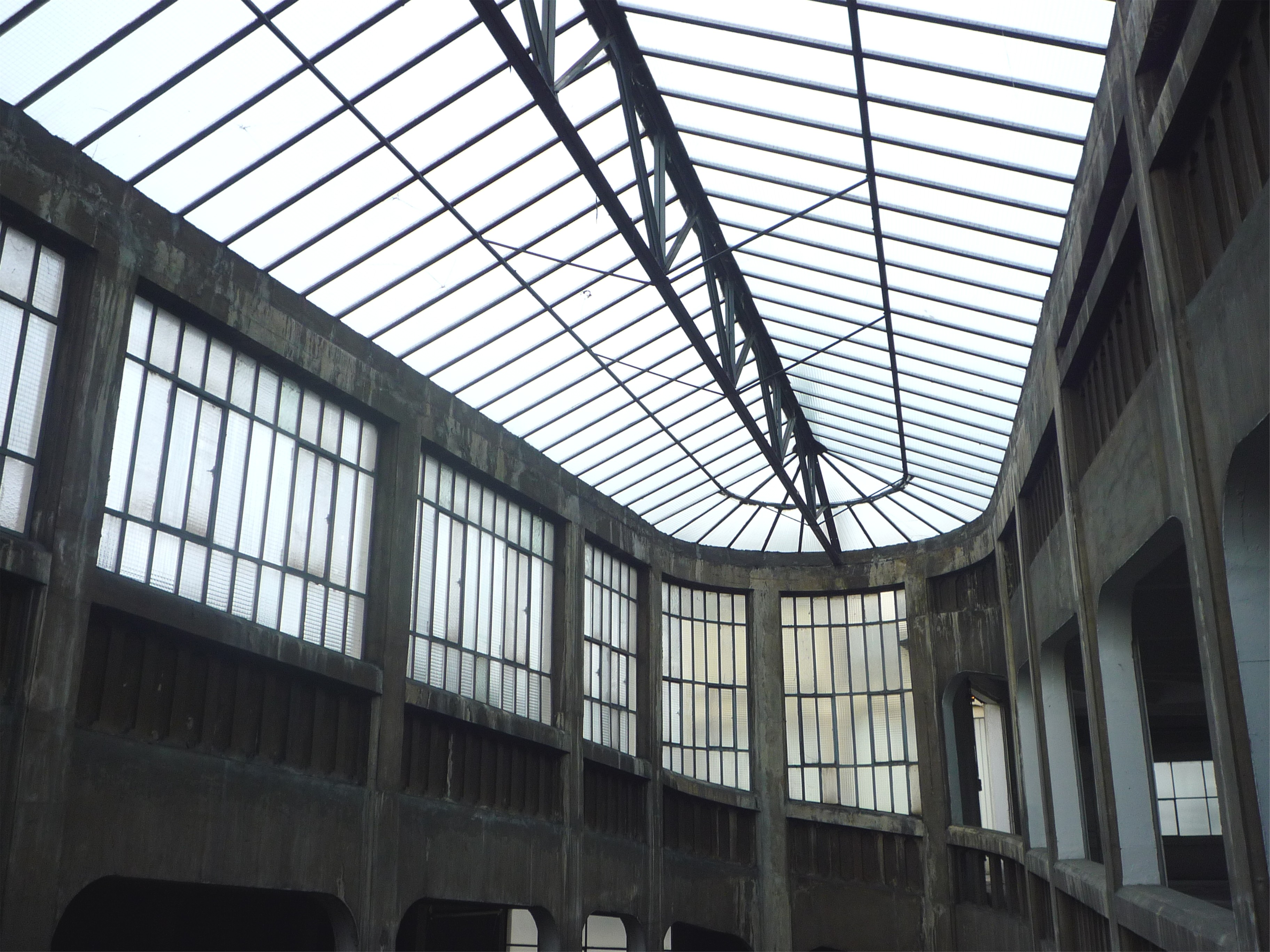
Verrière au sommet
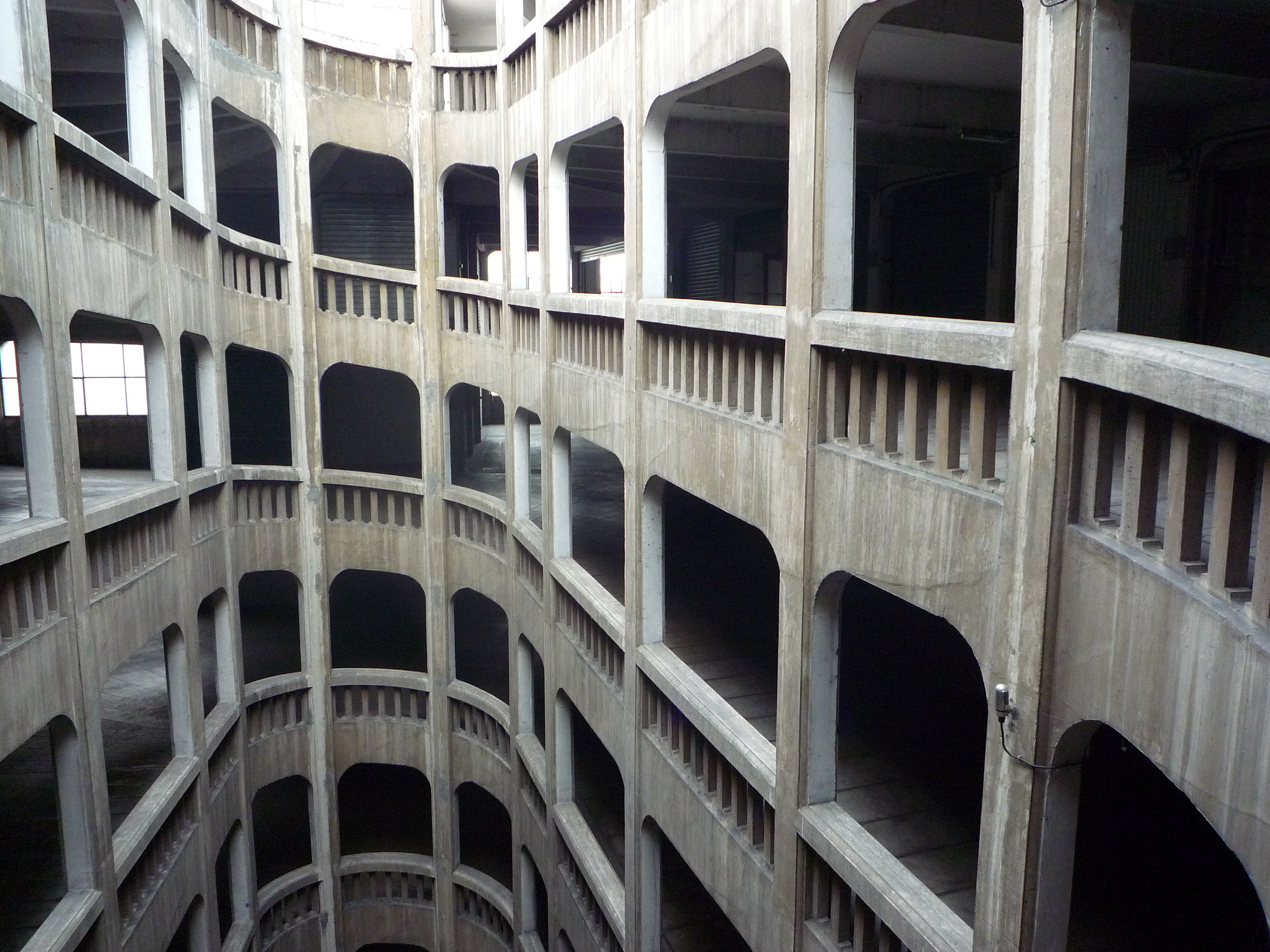
Voie de circulation hélicoïdale

## Au cinéma
Ce lieu iconique a servi de décor lors de tournages de films, dont l'action se déroule à Grenoble ou non :
- Cavale (2002), film de Lucas Belvaux[7]
- Loin du périph (2022), avec Omar Sy et Laurent Lafitte[8]
- la série Anthracite[9] (2024)